# Heiner Rathje
Heiner Rathje (* 28. Dezember 1943 in Berlin; † 4. Januar 2005 ebenda) war ein deutscher Politiker (CDU).
Rathje besuchte eine Realschule und machte anschließend eine Lehre als Fernmeldemonteur. 1962 absolvierte er die Gesellenprüfung. Er trat 1971 der CDU bei. 1973 wurde Rathje Teilhaber eines Malereibetriebes. Bei der Berliner Wahl 1975 wurde er in die Bezirksverordnetenversammlung (BVV) im Bezirk Wedding gewählt. Ab 1981 war Rathje Vertriebsbeauftragter der Firma Telenorma. Bei der Wahl 1990 konnte er das Direktmandat im Wahlkreis Wedding im Abgeordnetenhaus von Berlin gewinnen. Mit dem Ende der Legislaturperiode schied er 1999 aus dem Parlament aus.